# 八瘤菱
八瘤菱（学名：Trapa octotuberculata）是千屈菜科菱属的植物。分布在日本以及中国大陆的江西、江苏等地，属中国原产的植物（非从国外引种）。